# Gravesend

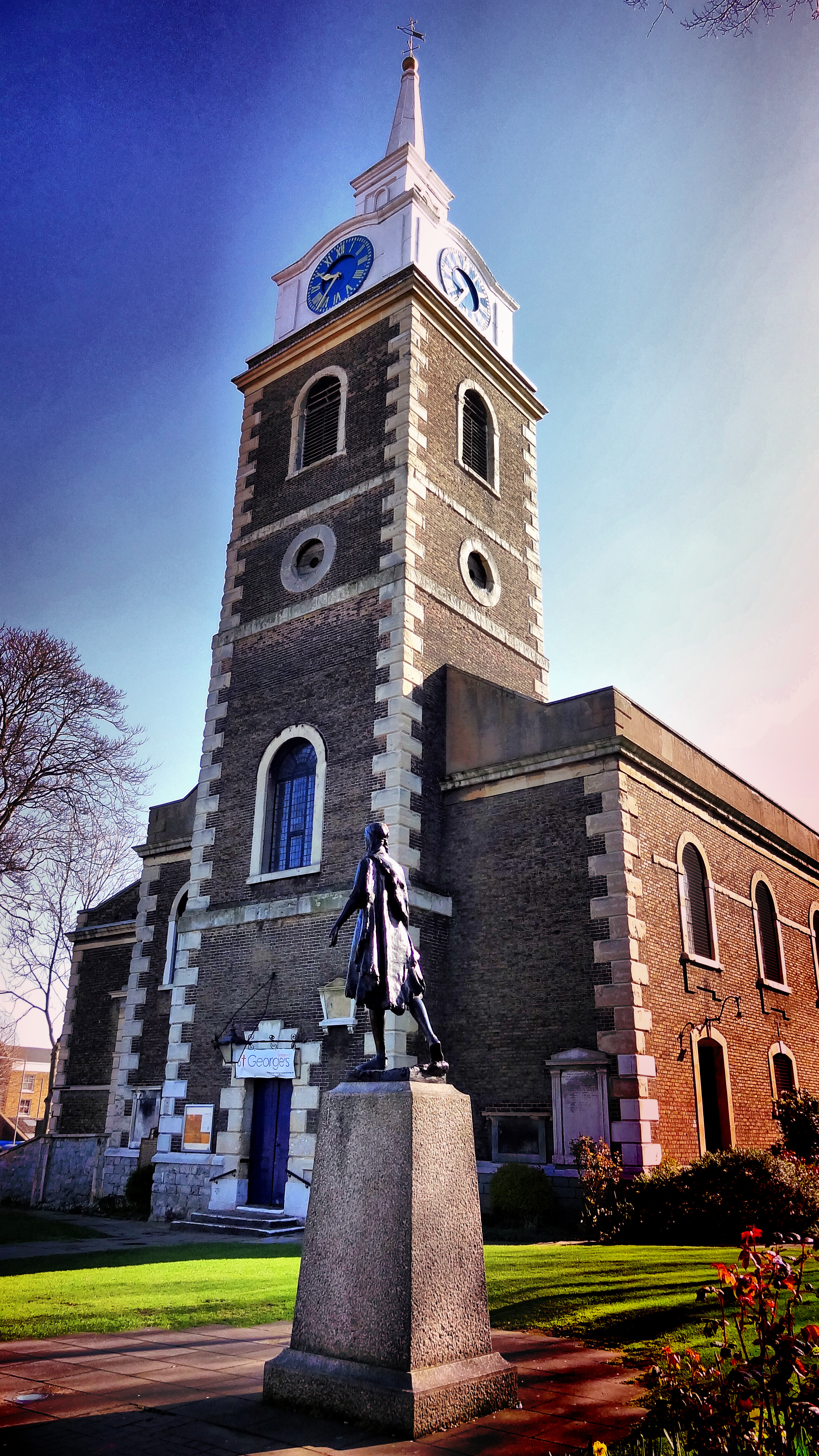
Georgskirche in Gravesend

Gravesend ist eine Hafenstadt in Kent in England am Südufer der Themse mit etwa 55.500 Einwohnern (Stand 2011). Sie ist Verwaltungssitz des Borough of Gravesham.

## Ortsname
Der Ortsname leitet sich vom englischen grove (Wald) und end (Ende) ab. Im Domesday Book (1086) heißt das Dorf jedoch Gravesham (Heim des Grafen).

## Geschichte
Gravesend entwickelte sich dank seiner günstigen Lage zwischen der Themse im Norden und der Watling Street im Süden. 1268 verlieh König Heinrich III. dem Ort das Marktrecht. 1380 wurde Gravesend von der Flotte des Königreichs Kastilien angegriffen und von den kastilischen Seeleuten eingenommen, geplündert und niedergebrannt. Seit dem 15. Jahrhundert konnten Passagiere von Gravesend aus mit dem Schiff nach London gelangen und sich so die beschwerliche Reise über Land ersparen. 1562 verlieh Königin Elisabeth I. Gravesend das Stadtrecht.
Im 19. Jahrhundert erfasste und veränderte die Industrialisierung die Stadt. Es entstanden Fabriken zur Herstellung von Papier, Zement und Gummiprodukten.
1937 übernahm der RAF Fighter Command einen zivilen Flugplatz 4 Kilometer südwestlich der Stadtmitte, der fortan „RAF Gravesend“ genannt wurde. Dort waren im Zweiten Weltkrieg neun Fliegerstaffeln stationiert, deren Bomber Frankreich und Deutschland angriffen.

## Verkehr
Die Fähre Gravesend–Tilbury über die Themse stellt eine Verbindung mit Essex her. Zur Unterstützung des Schiffsverkehrs auf der Themse verfügt Gravesend über eine Lotsenstation.

## Persönlichkeiten

### Söhne und Töchter der Stadt
- Derek H. R. Barton (1918–1998), Chemiker und Nobelpreisträger
- Sir Peter Blake (* 1932), Künstler
- Robert Grange (1938–2018), Schauspieler
- Katharine Hamnett (* 1947), Modedesignerin
- Karen Vousden (* 1957), Krebsforscherin
- Stephen Webster (* 1959), Schmuckdesigner
- Paul Ritter (1966–2021), Schauspieler
- Gemma Arterton (* 1986), Schauspielerin
- Hannah Arterton (* 1989), Schauspielerin
- Laura Coombs (* 1991), Fußballspielerin
- Sophie Coldwell (* 1995), Triathletin

### Mit Gravesend verbunden
- Pocahontas starb 1617 auf der Heimreise in Gravesend. Bestattet wurde sie in der Pfarrkirche St George.